# 不動力也
不動 力也（ふどう りきや、1977年10月2日 - ）は、日本のプロレスラー。本名：下田 勇作（しもだ ゆうさく）。
双子の兄でプロレスラーの下田大作がいる。

## 経歴
- 1997年、DDTプロレスリングに入門して12月の鷺宮体育館大会にて、スーパー宇宙パワー戦でデビュー。
- 2000年、DDTプロレスリングを退団後はレッスル夢ファクトリーを経て2002年にプロレスリングZERO-ONEへ入団。橋本真也からリングネームを黒毛 和牛太（くろげ わぎゅうた）と命名される。

大谷晋二郎と田中将斗が結成した炎武連夢の3人目の枠に入ろうと目標を定め、初めは荒削りのファイトスタイルだったが、徐々に大谷らの認めるところとなり、2003年に炎武連夢の一員として認められる。
- 2004年、負けが多くなった時期に田中将斗より指摘があり「ファイトスタイルが最近弛んでいる。だから改名しろ」と促されて不動力也へ改名。
- 2007年をもってZERO1-MAXを退団、フリーとして活動するようになるが、2009年よりZERO1-MAXにレギュラー参戦、第１回風林火山タッグリーグに植田使徒と組んで出場。
- 2011年、芸能プロダクションが主催しているシアタープロレス花鳥風月に参戦後に正式所属を発表、本間朋晃とチーム花鳥風月を結成。数ヶ月後、花鳥風月を退団。
- 2016年、崔領二のプロレス団体プロレスリングLAND'S ENDに旗揚げと同時に所属。年末に崔領二と組んで全日本プロレスの世界最強タッグリーグ戦に出場。その後、2018年に退団。
- 2023年、1月1日のプロレスリングZERO1後楽園ホール大会にてZERO1入団が発表された。
- 2024年2月、「REAL ZERO1」にあえて加入せず、若手の壁となり、若手を支えていけたらと、栃木プロレスの臼井代表と相談し、ZERO1＆栃木プロレスをプロレス人生の最後の地として、栃木プロレスの副社長就任[1][2]。

## 得意技
チョモランマスプラッシュ
チョモランマドライバー
リバーススプラッシュ
ラリアット

## 入場曲
- MUH!（Matterhorn Project）
- ゴジラのテーマ  (メタルバージョン)

## タイトル歴
アパッチプロレス軍
- 第17代WEWタッグ王座（パートナーは下田大作）

## 出演
舞台
- 2.5次元プロレス『夢幻大戦』（2017年11月27日、新宿FACE） - アカオニ・トム 役